# Gare de Mérens-les-Vals
Gare de Mérens-les-Vals – stacja kolejowa w Mérens-les-Vals, w departamencie Ariège, w regionie Oksytania, we Francji. 
Została otwarta w 1929 przez Compagnie des chemins de fer du Midi et du Canal latéral à la Garonne. Jest zarządzana przez SNCF (budynek dworca) i przez RFF (infrastruktura). 

## Położenie
Znajduje się na Portet-Saint-Simon – Puigcerda, w km 133,109, na wysokości 1056 m n.p.m., pomiędzy stacjami Ax-les-Thermes i Andorre – L’Hospitalet. 

## Linie kolejowe
- Portet-Saint-Simon – Puigcerda